# Кароліно-Бугазька сільська територіальна громада
Кароліно-Бугазька сільська територіальна громада — територіальна громада в Україні, у Білгород-Дністровському районі Одеської області. Населення громади — 4512 осіб. Адміністративний центр — село Кароліно-Бугаз.
Громада утворена в рамках адміністративно-територіальної реформи в Україні, шляхом об'єднання Кароліно-Бугазької сільської та Затоківської селищної рад. Перші вибори відбулися 25 жовтня 2020 року.

## Склад громади
До складу громади входить одне селище — Затока, а також одне село — Кароліно-Бугаз.
Староста смт Затока: Асауленко Віталій Вікторович

## Географія
Водойми на території громади: Чорне море, Дністровський лиман.